# Étoile de la Motte Vesoul Tennis de table
L'Étoile de la Motte Vesoul Tennis de table, surnommé l'« EM Vesoul » est un club français de tennis de table situé à Vesoul, en Bourgogne-Franche-Comté.

## Histoire
Créé en 1965 par Jean-Michel Adrey, le club propose à ses débuts des activités de patronages et de colonies de vacances. Rapidement, l'association décide de se spécialiser dans le tennis de table. Les entraînements ont alors lieu dans les salles du sous-sol du Stella, un cinéma situé au sud de la ville. Dans les années 1970, le club se forge une renommée en formant plusieurs joueurs qui s'imposent petit à petit au niveau régional, dans quasiment toutes les catégories. Des titres nationaux sont également remportés durant cette période.
En 1982, l'équipe séniore hommes accède à la Nationale 1, alors première division nationale, après avoir été champion de Nationale 2 et ce, avec exclusivement des joueurs formés au club tels que Bruno Parietti, Didier Nurdin, Jean-Louis Lamarre ou encore Jean-François Sibille,. Les résultats de l'équipe Messieurs au cours de cette saison de Nationale 1 sont médiocres et le club est alors relégué en National 2 la saison d'après. Le départ des cadres Parietti et Nurdin vers des clubs parisiens impactera fortement les ambitions du club, bien que le club réussit à se maintenir en Nationale 2 plusieurs années après son passage en Nationale 1.
En 1982-1983, le club participe à la Coupe d'Europe des villes de foires, durant laquelle elle a notamment affronté le club allemand du TTC Esslingen.
En 1995, le club de l'Étoile de la Motte est classé 1er club formateur français par la Fédération française de tennis de table.

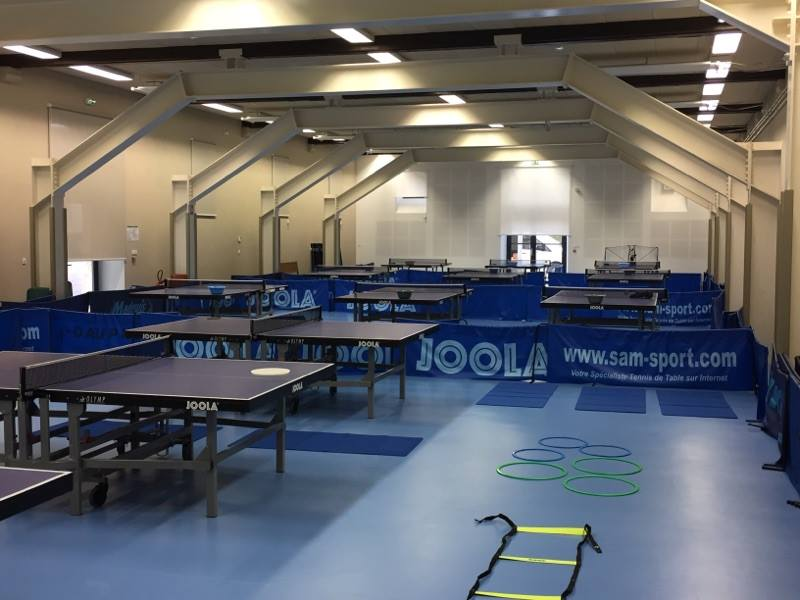
La salle principale de tennis de table, située au sein de la maison des associations

Depuis 2016, le club évolue au sein de la maison des associations, complexe sportif qu'il avait connu déjà plusieurs années auparavant.

## Palmarès

### Titres
- Nationale 2 (hommes)
  - Champion en 1982

- Nationale 3 (hommes)
  - Vice-champion en 2023[7]

- Challenge national Bernard Jeu (mixte)
  - Vice-champion en 1993

### Classement national
Un classement des meilleurs clubs français a été élaboré chaque année par le magazine France Magazine Tennis de table et tient compte des résultats en championnat de France par équipes. Voici les résultats de l'EM :  
- 1977-1978 : 44e[8]
- 1978-1979 : 36e[9]
- 1979-1980 : 13e[10]
- 1980-1981 : 11e[11]
- 1981-1982 : 17e[12]
- 1982-1983 : 14e[13]
- 1983-1984 : 15e[14]
- 1984-1985 : 16e[15]
- 1985-1986 : 17e[16]
- 1986-1987 : 19e[17]

## Personnalités du club

### Joueurs emblématiques
- Bruno Parietti[5]
- Didier Nurdin
- Bruno Parmentier
- Jean-François Sibille

### Liste des présidents
- Robert Parietti[18]
- Jean Sibille
- Robert Valdenaire
- C. Anne
- Dominique Garnier
- Jean-Michel Adrey[18]

## Bilan par saison

### Équipe masculine
| Saison     | Championnat | Poule | Échelon national | Cl  | Pts | J  | V | N | D |
| ---------- | ----------- | ----- | ---------------- | --- | --- | -- | - | - | - |
| 1994-1995  | Nationale 1 | F     | 2e               |     |     |    |   |   |   |
| 1993-1994  | Nationale 1 | E     | 2e               |     |     |    |   |   |   |
| 1992-1993  | Nationale 1 | D     | 2e               |     |     |    |   |   |   |
| 1991-1992  | Nationale 1 |       | 2e               |     |     |    |   |   |   |
| 1990-1991  | Nationale 1 |       | 2e               |     |     |    |   |   |   |
| 1989-1990  | Nationale 2 | B     | 2e               |     |     |    |   |   |   |
| 1988-1989  | Nationale 2 | B     | 2e               |     |     |    |   |   |   |
| 1987-1988  | Nationale 2 |       | 2e               |     |     |    |   |   |   |
| 1986-1987  | Nationale 2 | A     | 2e               | 4e  | 28  | 14 |   |   |   |
| 1985-1986  | Nationale 2 | A     | 2e               |     |     |    |   |   |   |
| 1984-1985  | Nationale 2 | A     | 2e               | 3e  | 35  | 14 |   |   |   |
| 1983-1984  | Nationale 2 | B     | 2e               |     |     |    |   |   |   |
| 1982-1983  | Nationale 1 |       | 1re              | 8e  |     |    |   |   |   |
| 1981-1982, | Nationale 2 |       | 2e               | 1re |     |    |   |   |   |
| 1980-1981  | Nationale 2 | B     | 2e               | 3e  | 35  | 14 |   |   |   |
| 1979-1980  | Nationale 2 | B     | 2e               |     |     | 14 |   |   |   |
| 1978-1979  | Nationale 3 | D     | 3e               |     |     | 14 |   |   |   |
| 1977-1978  | Nationale 3 | D     | 3e               |     |     | 14 |   |   |   |
| 1976-1977  | Nationale 3 | D     | 3e               |     |     | 14 |   |   |   |
| 1975-1976  | Nationale 4 | 2     | 4e               |     |     | 14 |   |   |   |

### Équipe féminine
| Saison    | Championnat | Poule | Échelon national | Cl | Pts | J | V | N | D |
| --------- | ----------- | ----- | ---------------- | -- | --- | - | - | - | - |
| 1999-2000 | Nationale 1 | A     | 2e               |    |     |   |   |   |   |
| 1998-1999 | Nationale 1 |       | 2e               |    |     |   |   |   |   |